# Rita Ora
Rita Sahatçiu Ora (Pristina, 26 de novembro de 1990) é uma cantora, compositora e atriz britânica de origem albanesa. O álbum de estreia da cantora, intitulado Ora, foi lançado em 24 de agosto de 2012 no Reino Unido, onde estreou no número um da UK Albums Chart, e contém dois singles de divulgação, "R.I.P." e "How We Do (Party)". Depois de conseguir chegar à primeira posição da parada de singles britânica com "Hot Right Now", Ora se tornou a artista com o maior número de singles n˚1 na UK Singles Chart em 2012.
Foi indicada a três prêmios no Brit Awards 2013, incluindo o Brit Award de 'Melhor Artista Revelação Britânico'. Em 18 de setembro de 2018, Ora anunciou seu segundo álbum de estúdio, intitulado Phoenix, sendo lançado em 23 de novembro do mesmo ano. O álbum incluiu as canções "Anywhere", "Your Song", "Let You Love Me" e "Girls", esta última sendo uma parceria com a rapper Cardi B e as cantoras Bebe Rexha e Charli XCX.

## Biografia
Rita Ora nasceu no dia 26 de novembro de 1990 na cidade de Pristina, na ex-Iugoslávia, hoje Kosovo, e se mudou para o Reino Unido quando tinha um ano. Rita cresceu nos arredores de Portobello Road, no Oeste de Londres e foi para a escola primária St. Cuthbert with St. Matthias em Earls Court, em seguida se formou na Escola de Teatro Sylvia Young. Hoje ela mora em Kensington, Londres, Ela começou a cantar ainda bem jovem.
Ora tem uma irmã mais velha, Elena, e um irmão mais novo, Don. A inspiração para o seu nome veio da estrela do filme favorito do seu avô, Besim Sahatçiu, Rita Hayworth. Quando ela tinha 15 anos, a sua mãe foi diagnosticada com câncer de mama e ela parou de estudar. “Minha mãe sempre foi uma daquelas mulheres com espírito livre e ela ter ficado doente foi muito confuso para mim. Eu não conseguia entender o porquê minha mãe não era uma super-heroína, porquê ela não era, você sabe, invencível. Eu ficava sentada pela casa nessa época. Eu estava muito triste”. Eventualmente a sua irmã convenceu Ora a voltar para a escola, e a sua mãe se recuperou completamente. “A experiência fez com que eu valorizasse a minha família e a vida,” disse Ora.

## Carreira

### 2008–2011: Primeiros anos
Ora começou a cantar bem jovem, se apresentando no Pub de seu pai. Em 2008, Ora teve seu primeiro lançamento musical através da participação na faixa "Awkward" do cantor Craig David  e, em 2008, eles lançaram outra canção juntos chamada "Where's Your Love?", a qual foi lançada como single, incluindo um clipe musical com a participação de Rita. Ela participou de duas músicas do álbum de James Morrison, "Songs for You, Truths for Me" como backing vocal. Ora começou a se apresentar em bares de Londres.
Ela fez uma audição para o Eurovision: Your Country Needs You na BBC One para ser a participante britânica do Eurovision Song Contest de 2009  mas desistiu da competição depois de alguns episódios por não se sentir pronta. A sua empresária, Sarah Stennett, mais tarde disse ao HitQuarters que Ora entrou na competição porque, na época, ela achava que era a sua única chance de encontrar o sucesso. A sua desistência foi seguida pela sua primeira reunião com a sua empresária, que estava certa que ela tinha potencial genuíno de se tornar uma pop star e que participar do Eurovision iria dificultar ao invés de potencializar as suas chances. Stennett entrou em contato com Jay Brown da Roc Nation e falou sobre Ora para ele. Brown pediu que Ora voasse para Nova York, onde ela se encontrou com Jay-Z. Ora assinou um contrato com a Roc Nation em dezembro de 2009, apenas 48 horas depois de chegar aos Estados Unidos. No mesmo ano, ela participou do videoclipe “Young Forever” de Jay-Z. Em 2010, ela participou do videoclipe de “Over”, de Drake.

### 2012–2013:Ora e o avanço comercial
Durante 2011, Ora disponibilizou vídeos dela no Youtube trabalhando no seu álbum de estreia. Em um deles, atendendo pedido de seus fãs, ela cantou uma versão acústica da música de Outkast, “Hey Ya!”. O vídeo chamou a atenção de DJ Fresh, que na época estava procurando por uma voz para a sua canção, “Hot Right Now”. Ora participou de uma audição para a música e eventualmente participou da mesma. O videoclipe para “Hot Right Now” foi lançado no YouTube em 14 de dezembro de 2011  e o single foi lançado em 12 de fevereiro de 2012, chegando ao primeiro lugar na UK Singles Chart, parada musica britânica.
Em 24 de fevereiro de 2012, Ora visitou a estação de rádio Z100 em Nova York junto com o seu chefe da Roc Nation, Jay-Z, para lançar “How We Do (Party)”, o seu primeiro single para a América do Norte e Oceania, do seu primeiro álbum de estúdio. Will.I.Am, Ester Dean, Drake, The-Dream e Stargate trabalharam com Ora no seu álbum de estreia.  Comentando sobre o som do álbum e o seu conceito, Ora disse que “definitivamente há pop nele, mas você pode ouvir influências do jazz, influência de Monica e Aaliyah, e você pode ouvir um pouco de Gwen Stefani. Ela também disse que o álbum seria influenciado pela coleção de discos do seu pai, a qual, em adição ao reggae, também incluía artistas como Eric Clapton e B.B. King.

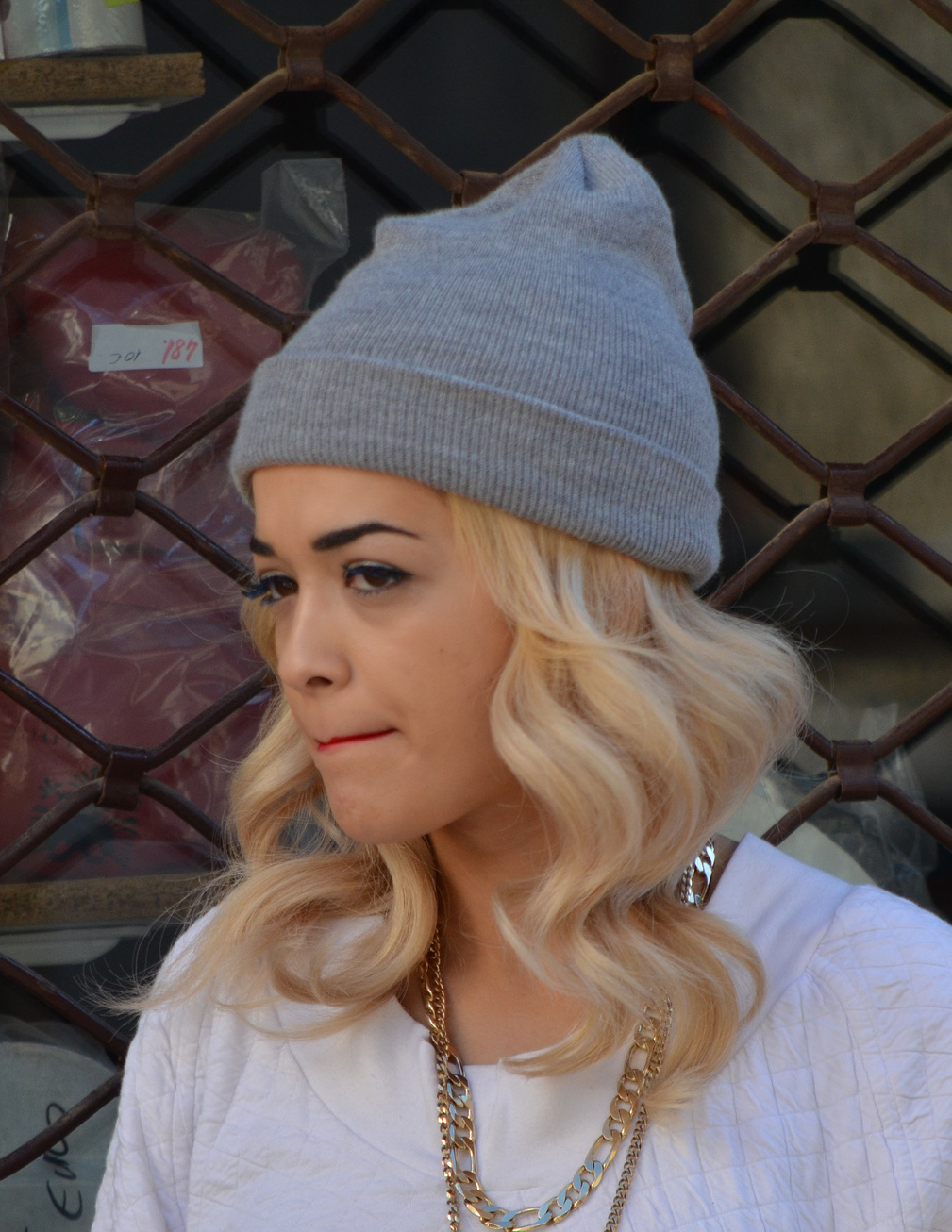
Ora em setembro de 2012.

O primeiro single no Reino Unido de Ora, "R.I.P." com a participação de Tinie Tempah, foi lançado em 6 de maio de 2012. O videoclipe foi dirigido por Emil Nava e gravado em Hackney, no Leste de Londres, e lançado em 4 de abril de 2012. Produzida por Chase & Status, a música debutou no topo da UK Singles Chart, se tornando o seu primeiro n˚ 1 no Reino Unido.
Em 12 de agosto de 2012, "How We Do (Party)" foi lançada no Reino Unido e chegou ao primeiro lugar na UK Singles Chart. Era o segundo n˚1 de Ora como artista solo. Após participar da turnê Mylo Xyloto da Coldplay, ela mais tarde anunciou que o nome do seu álbum seria "ORA". Ele foi lançado em 27 de agosto de 2012 no Reino Unido e debutou no topo da UK Albums Chart.  Ora foi indicada como Best UK/Ireland Act (Melhor Artista do Reino Unido e da Irlanda), Best New Artist (Melhor Artista Revelação) e Push Artist (Melhor Artista do Push, uma iniciativa da MTV que dá destaque a novos artistas) no MTV Europe Music Awards de 2012. Em setembro de 2012 foi anunciado que Rita seria o ato de abertura dos shows no Reino Unido da turnê Euphoria de Usher, que começaria em janeiro de 2013. No entanto, a turnê acabou por ser adiada devido a “compromissos profissionais e pessoais” de Usher.
De 23 de outubro a 30 de outubro de 2012, Ora embarcou na sua primeira turnê solo, The Ora Tour, uma turnê americana de 5 datas, apoiada pela MTV. Ela se apresentou em Santa Ana, San Francisco, Chicago e Filadélfia. O último show da turnê, que aconteceria em Nova York no dia 30 de outubro, teve que ser remarcado para 17 de dezembro por conta do Furacão Sandy. Iggy Azalea e Havana Brown eram os atos de abertura.
Em 4 de novembro de 2012, Ora lançou o seu terceiro single de ORA, "Shine Ya Light". A música chegou ao n˚ 10 da UK Singles Charts, sendo o quarto single Top 10 de Rita em 2012. O videoclipe foi dirigido por Emil Nava e mostra a cantora em sua cidade natal, Pristina em Kosovo, andando de moto e em meio de uma multidão animada. Em 15 de novembro de 2012, Ora se apresentou no VIP Room Theatre, em Paris. Ela cantou "How We Do (Party)", "Radioactive", "Uneasy" e uma remix de "R.I.P." (junto com o rapper Black M). Em 28 de novembro de 2012, Rita Ora se apresentou como convidada especial em um show em Tirana, Albânia para o aniversário de 100 anos da independência da Albânia.

### 2014–2016: Outros projetos e saída da Roc Nation
Ora embarcou na sua turnê de doze datas pelo Reino Unido, a Radioactive Tour, de 28 de janeiro a 13 de fevereiro. Durante a sua turnê, Ora performou uma música chamada “Fair”, a qual ela anunciou que estaria no seu próximo álbum. Em 14 de janeiro de 2013, Ora revelou que o seu segundo álbum seria mais claro e com mais direção do que o primeiro: “Eu definitivamente sei o que eu quero e é muito mais simples de expressar isso com o segundo álbum.” Em 26 de fevereiro de 2013, ela revelou ao "Digital Spy" que tinha começado a trabalhar com Dev Hynes para o seu segundo álbum e ele mostraria um ângulo diferente da “garota festeira”. Em 14 de julho de 2013, Ora falou novamente sobre o seu segundo álbum, dizendo: “Eu realmente criei mais confiança nesses últimos três anos. Eu mal posso esperar para ser mais honesta com este álbum em relação a minha vida amorosa, e as coisas que eu gosto e as pessoas que eu quero trabalhar.”
Em 11 de fevereiro de 2013, Ora lançou “Radioactive”, o quarto single de Ora. Em 26 de fevereiro de 2013 Ora foi convidada para performar no Etam Live Lingerie Show em Paris, onde ela cantou "How We Do (Party)".

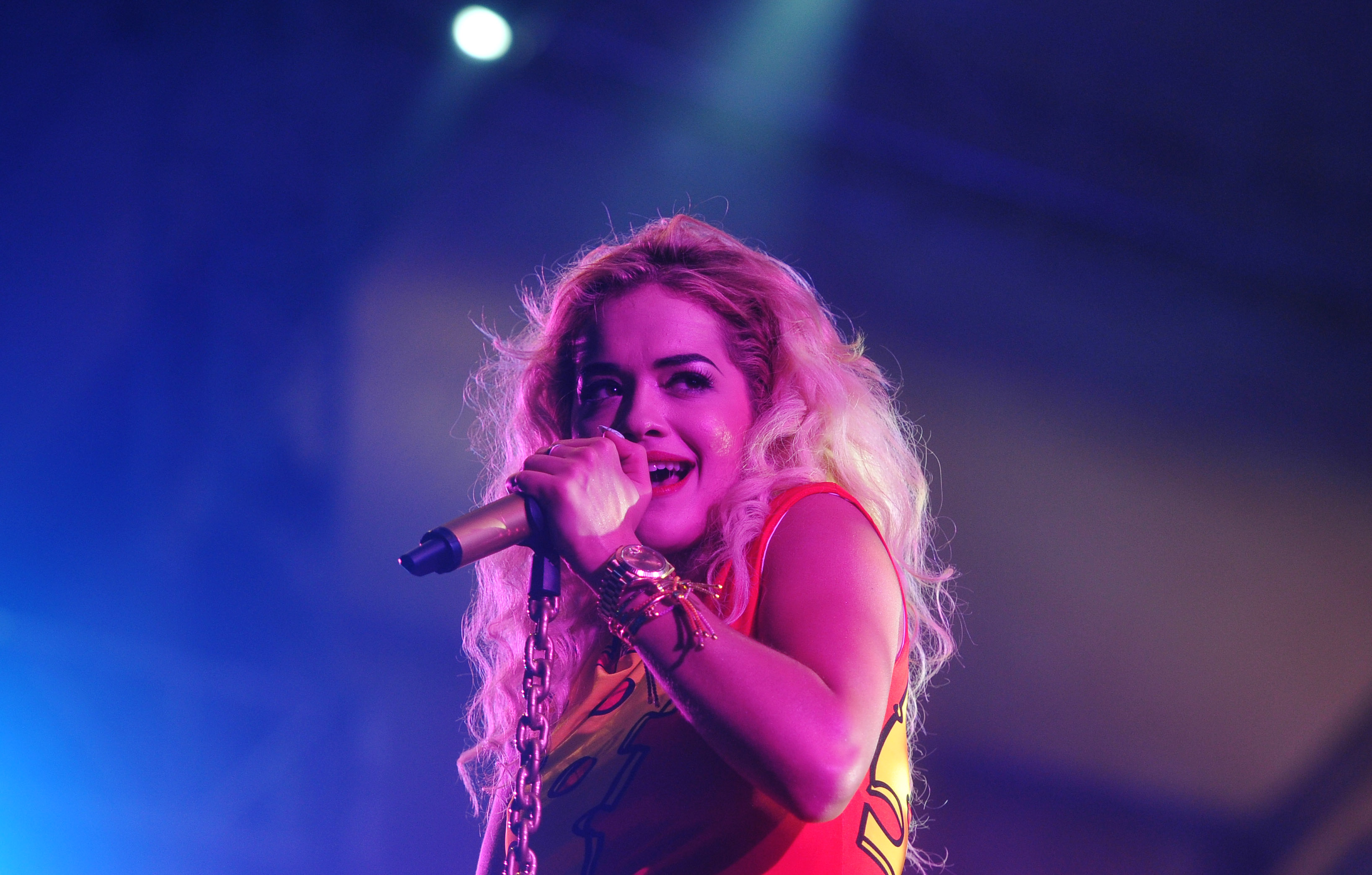
Rita Ora apresentando-se no Future Music Festival Asia em 2013.

Ora apareceu como artista participante em “Lay Down Your Weapons” de K Koke. A música foi lançada em 8 de março de 2013 e é o segundo single do seu álbum de estreia, I Ain’t Perfect. Ela também apareceu no videoclipe da música, dirigido por Courtney Phillips.Em 23 de março de 2013, Ora se apresentou no Le Bal de la Rose du Rocher, um evento organizado por Karl Lagerfeld em Monte Carlo, em prol da Princess Grace Foundation. Ela cantou “R.I.P.” e “How We Do (Party)”, e também fez um dueto com o rapper Theophilus London para a sua faixa “Rio”.
Em 10 de abril de 2013, Ora subiu ao palco do 4th Annual Women in Music da Elle , em Nova York. Ela cantou “How We Do (Party)”, “R.I.P.”, “Shine Ya Light” e “Radioactive”. Ora estava na capa de março da edição “Women in Music” da Elle. Em 25 de abril de 2013, Ora fez uma apresentação privada na abertura da exposição da Chanel “Little Black Jacket”, em Dubai. Em 30 de abril de 2013, a Hunger TV lançou o vídeo para “Facemelt”, o single final de Ora, o qual foi dirigido pelo fotógrafo britânico, Rankin. Em 14 de maio de 2013, a Hunger TV lançou uma segunda versão do vídeo (também dirigido por Rankin), que teve a participação especial da modelo Cara Delevingne. Ora participou do single de Snoop Dogg, “Torn Apart”, do seu álbum Reincarnated. Eles apresentaram a música ao vivo pela primeira vez no Yahoo! Wireless Festival. O videoclipe para a faixa foi filmada em janeiro na Tailândia.Em 29 de setembro de 2013, Ora se apresentou na O2 Arena, em Londres, no Unity - A Concert For Stephen Lawrence. Ela cantou um cover de “Diamonds and Pearls” de Prince e “R.I.P.”.
Em 17 de outubro de 2013, Ora se apresentou no iHeartRadio Theatre em Nova York para o UK Rocks, uma campanha organizada pelo Clear Channel e a Bloomingdale’s. Em uma entrevista, ela falou sobre o seu segundo álbum, dizendo: “Eu realmente queria me dedicar muito a este álbum… Eu cresci e ouvi as músicas que as pessoas lançaram recentemente. Eu voltei para o básico do meu amor por Prince e Chaka Khan. É apenas eu tentando encontrar esse equilíbrio.”Em 3 de novembro de 2013, Ora apresentou o BBC Radio 1 Teen Awards 2013 ao lado de Nick Grimshaw.

### 2016–2019:Phoenix

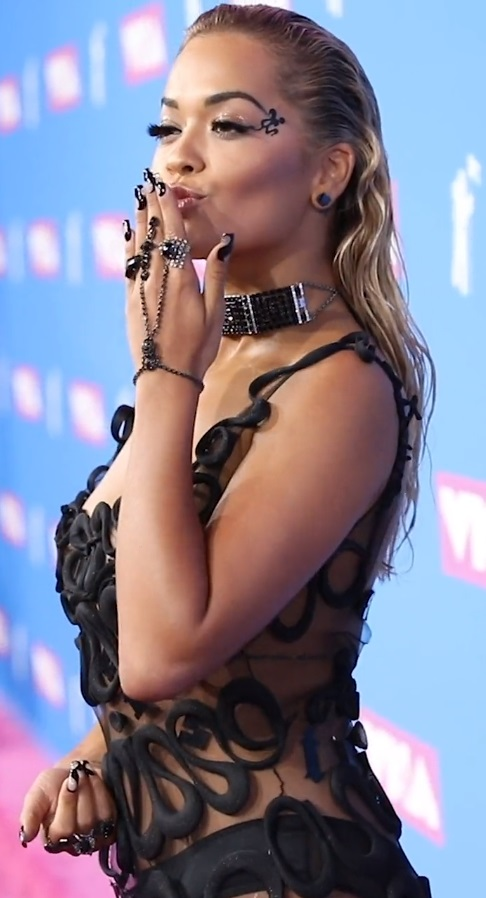
Ora em 2018.

Em junho de 2016, foi Divulgado que Rita tinha Assinado um novo contrato  com a Atlantic Records, subsidiária da Warner Music Group. Em 3 de setembro de 2016, ela se apresentou em um concerto na Basílica Papal de São Paulo fora da Muralha, em Roma, na vigília da canonização de Madre Teresa de Calcutá, juntamente com outros artistas albaneses, acompanhados pela Orquestra Filarmônica do Kosovo.
Em 26 de maio de 2017, Ora lançou seu primeiro single solo em quase dois anos, intitulado "Your Song", que atingiu o número sete no Reino Unido. A faixa deve ser o single principal do próximo álbum de estúdio de Ora, depois que as tentativas anteriores de seu segundo disco foram perdidas em seu processo contra a sua antiga gravadora, Roc Nation. Ora se apresentou no BBC Radio 1's Big Weekend em 28 de maio de 2017. O segundo single, "Anywhere", tornou-se sua décima primeira música a pegar um Top 10 no Reino Unido, atingindo a posição de número 2.

### 2019–presenrte:You and I e Praise You
Em abril de 2019, Ora lançou a música "Carry On" com o produtor norueguês Kygo, como single autônomo para Pokémon: Detective Pikachu, um filme no qual ela também aparece brevemente. Em 31 de maio, ela lançou a música "Ritual", com Tiësto e Jonas Blue .
Em setembro de 2019, Ora confirmou a Marie Claire que ela havia começado a trabalhar em seu terceiro álbum de estúdio. Em 13 de março de 2020, Ora lançou a música "How to Be Lonely". Ela forneceu mais detalhes sobre seu próximo terceiro álbum de estúdio com a NME, afirmando que "pessoas têm vindo para as sessões de estúdio de todo o mundo. Tenho trabalhado nisso nos últimos dois anos, entrando e saindo. Tenho planos para que este terceiro álbum seja algo que eu nunca fiz antes."Em 12 de fevereiro de 2021, Ora lançou a peça estendida, Bang, com o produtor cazaque Imanbek. Em fevereiro de 2022, Ora assinou um contrato com a gravadora BMG, de Berlim. Em 19 de abril de 2023, ela anunciou que seu terceiro álbum de estúdio, You & I, seria lançado em 14 de julho. No mesmo dia, ela lançou o single "Praising You", com Fatboy Slim, uma versão retrabalhada da música de Slim de 1999, "Praise You".

## Outros empreendimentos
Em 2004, Ora apareceu no filme britânico Spivs.  Em 2013, Ora apareceu com convidada em 90210  e também participou do filme Velozes e Furiosos 6. Ela será a irmã de Christian Grey, Mia, na adaptação cinematográfica do best-seller Cinquenta Tons de Cinza. As gravações começaram em dezembro de 2013, com um lançamento esperado para fevereiro de 2015.
Em 2010, Ora participou de um comercial da “Roc Nation + Skullcandy Aviator Headphones” e um para a “CK One Lifestyle Brand”. Em 14 de dezembro de 2012, a Electronic Arts lançou um comunicado de imprensa anunciando que Ora seria uma personagem no jogo The Sims 3: Seasons.

### Modelagem
Ora foi escolhida como um dos novos rostos da campanha de primavera/verão 2013 da Superga. No verão de 2013, Ora foi escolhida como o novo rosto da Material Girl, uma linha de roupas vendida na Macy’s e desenhada por Madonna e sua filha Lola.Ora participou do “Made in America” de Jay-Z, um documentário dirigido por Ron Howard sobre o Budweiser Made in America Festival, que foi lançado no dia 7 de setembro no Toronto International Film Festival de 2013.
Em 8 de setembro de 2013, Ora encerrou o desfile da DKNY no New York Fashion Week e também se apresentou no 25˚ aniversário da DKNY, um dia depois. Ora é o novo rosto da coleção Resort 2014 da DKNY. Em setembro de 2013, a Rimmel anunciou no seu Twitter oficial que eles irão colaborar com Ora em uma coleção de maquiagem que será focada em batons e esmaltes. Em 10 de outubro de 2013, Ora se apresentou no 180˚ aniversário da Rimmel.Em 2017 torna-se nova apresentadora do programa America’s Next Top Model, substituindo Tyra Banks na 23ª temporada.

### Influências
Ora credita Gwen Stefani e Beyoncé Knowles como seus ídolos e maiores influências, dizendo em uma entrevista, “Você sabe o quanto eu amo essa mulher? Eu amo tudo sobre ela,” se referindo a Gwen Stefani. Ora se tornou amiga de Beyoncé, chamando Knowles de sua mentora, em adição a falar sobre a sua admiração e poder ter os comentários de Knowles sobre seu álbum de estreia. Suas outras influências musicais incluem Rihanna, Aaliyah, India.Arie, Christina Aguilera, Brandy, Monica, Madonna, Tina Turner, Aretha Franklin, Ella Fitzgerald, Etta James, Celine Dion, Bruce Springsteen, David Bowie, Vybz Kartel e Sade. Ora mencionou a sua admiração por Rita Hayworth como uma inspiração para perseguir a sua carreira como atriz. Para inspirações de moda, Ora também cita Gwen Stefani como o seu ícone de estilo mais influente. Em adição a Stefani, Ora também cita Marilyn Monroe e Daphne Guinness como ícones de estilo e segue a linha de roupas vintage e retro.

## Vida pessoal
Ora é de etnia kosovar-albanesa e fala albanês. Seu alcance vocal é mezzo-soprano.
Questionada sobre a sua religião, Ora disse: “Eu acredito em Deus e eu cresci com a cultura muçulmana, mas os meus pais nunca me forçaram. Acima de tudo, eles me criaram com a ideia de que eu poderia fazer minhas próprias escolhas e ter minhas próprias crenças.”
Anteriormente ligada a Bruno Mars e ao namoro conturbado com Rob Kardashian. Ora começou namorar em maio de 2013 o DJ Calvin Harris. Os dois terminaram em junho de 2014. Depois, ainda em 2014, Ora namorou Ricky Hilfiger (filho do bilionário Tommy Hilfiger).
Desde 2021, ela mantém um relacionamento com o cineasta neozelandês Taika Waititi. Eles se casaram em agosto de 2022
Ora tem uma afinidade com o molho Tabasco. “Eu sou esquisita assim. Eu só realmente amo molho picante.” Ela tem um frasco de Tabasco personalizado com o seu nome, enviado pela empresa, como agradecimento por ela falar tanto sobre o seu produto.

## Discografia
- Ora (2012)
- Phoenix (2018)
- You & I (2023)

## Filmografia

### Cinema
| Ano  | Título                       | Papel                |
| ---- | ---------------------------- | -------------------- |
| 2004 | Spivs                        | Rosanna              |
| 2013 | Fast & Furious 6             | Chamadora de corrida |
| 2015 | Fifty Shades of Grey         | Mia Grey             |
| 2015 | Southpaw                     | Maria Escobar        |
| 2017 | Fifty Shades Darker          | Mia Grey             |
| 2018 | Fifty Shades Freed           | Mia Grey             |
| 2019 | Pokémon Detective Pikachu    | Dra. Ann Laurent     |
| 2021 | Twist                        | Dodge                |
| 2023 | Wonderwell                   | Yana                 |
| 2024 | Descendants: The Rise of Red | Rainha de Copas      |
| 2025 | Tin Soldier                  | Mama Suki            |

### Televisão
Como atriz
| Ano       | Título                           | Papel            | Notas                            |
| --------- | -------------------------------- | ---------------- | -------------------------------- |
| 2004      | The Brief                        | Jaclyn Livermore | Episódio: "Children"             |
| 2006      | Bombshell                        | Leylah           | Episódio: "1.2"                  |
| 2013      | 90210                            | Ela mesma        | Episódio: "Misery Loves Company" |
| 2015      | Empire                           | Ela mesma        | Episódio: "Who I Am"             |
| 2022-2023 | Kung Fu Panda: The Dragon Knight | Lâmina Andarilha | 42 episódios                     |

Como ela mesma
| Ano       | Título               | Papel  | Notas            |
| --------- | -------------------- | ------ | ---------------- |
| 2015      | The Voice UK         | Jurada | Temporada 4      |
| 2015      | The X Factor UK      | Jurada | Temporada 12     |
| 2020-2025 | The Masked Singer UK | Jurada | Temporadas 1-5   |
| 2021-2023 | The Voice Austrália  | Jurada | Temporadas 10-12 |
| 2024-2025 | The Masked Singer    | Jurada | Temporadas 11-13 |

## Prêmios
| Ano 2018 | Organização Grammy                       | Prêmio gravação do ano      | Trabalho Anywhere | Resultado venceu |
| -------- | ---------------------------------------- | --------------------------- | ----------------- | ---------------- |
| 2012     | MOBO Awards                              | Melhor estreia              | Ela mesma         | Venceu           |
| 2012     | Urban Music Awards                       | Artista do ano              | Ela mesma         | Venceu           |
| 2012     | MP3 Music Awards                         | Melhor estreia              | "Hot Right Now"   | Venceu           |
| 2013     | Glamour Women of the Year Awards         | Melhor artista solo inglês  | Ela mesma         | Venceu           |
| 2013     | Harper's Bazaar Women of the Year Awards | Artista musical do ano      | Ela mesma         | Venceu           |
| 2013     | Brit Award for British Breakthrough Act  | Cantora britânica iniciante | Ela mesma         | Indicado         |
| 2015     | Glamour Awards                           | Personalidade da mídia      | Ela mesma         | Venceu           |
| 2015     | Silver Clef Awards                       | Melhor Cantora              | Ela mesma         | Venceu           |
| 2015     | Bambi Awards                             | Música Internacional        | Ela mesma         | Venceu           |

- Honraria

2015 - Medalha de Honra do Embaixador de Kosovo